# Myopsyche idda
Myopsyche idda là một loài bướm đêm thuộc phân họ Arctiinae, họ Erebidae.